# Frederico Westphalen (Rio Grande do Sul)
Frederico Westphalen é um município brasileiro do estado do Rio Grande do Sul. Sua altitude é de 566 metros, a área total é de 264,53 km² e sua população, conforme estimativas do IBGE de 2021, era de 31 675 habitantes. O município é o centro regional da microrregião homônima.

## Histórico

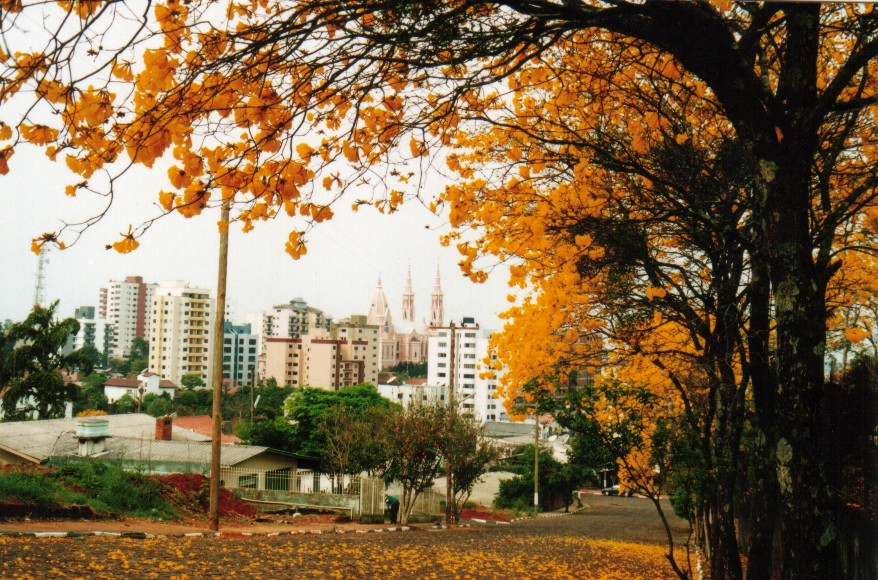
Vista do centro a partir do bairro Itapagé

Os primeiros migrantes chegaram em 1918, época em que aconteceu a abertura das primeiras picadas, anteriores a estrada definitiva, que levou 10 anos para ser construída, entre Boca da Picada (atual município de Seberi) e Águas do Mel (atual Iraí).
Os primeiros carreteiros, sob o comando de um comerciante estabelecido na Boca da Picada, faziam o transporte de produtos manufaturados e da produção agrícola. Numa dessas viagens, um barril de aguardente caiu da carroça, danificando a tampa e, para não jogar fora a vasilha, eles tiveram a ideia de colocá-lo de boca para baixo sobre uma fonte, abaixo de uma sombra, introduzindo uma taquara no orifício lateral. A localização do barril à beira da estrada, com água limpa e muita sombra, colaborou para o surgimento da expressão “vou descansar, comer e dormir no barril”. Assim o lugarejo foi crescendo na selva do Vale do Alto Uruguai, e passou a chamar-se simplesmente “Barril”, nome que permaneceu por anos.
Mais tarde, pelo Decreto 30, do Prefeito de Palmeira das Missões, por decisão de uma assembleia de moradores, foi fixado o nome de Vila Frederico Westphalen, homenageando o engenheiro que colonizou a região sob o comando do Governo do Estado. Frederico Westphalen está sepultado no Cemitério da Santa Casa de Misericórdia em Porto Alegre.

## Economia
Frederico Westphalen é o maior município da microrregião do Médio Alto Uruguai. Principal centro comercial desta região, na cidade o comércio representa o maior percentual de seu PIB.
A economia industrial em Frederico Westphalen se dá através de indústrias expressivas nas áreas metalúrgica, produtos em fibra de vidro, lapidação de pedras semi-preciosas (o sub-solo da região é repleto de jazidas de pedra ametista, uma pedra de coloração roxa mundialmente conhecida), fábrica de colchões e fábrica de ração, entre as principais. Possui um dos maiores abatedouros de suínos do estado e também é forte seu potencial agroindustrial, com agroindústrias familiares, de pequeno porte.
A agricultura se caracteriza pela pequena propriedade (agricultura familiar). Frederico Westphalen produz feijão, milho, soja; pratica-se a avicultura e a suinocultura; existem programas para desenvolver a piscicultura, a produção de hortaliças, e, recentemente, a plantação de mamona.

## Governo e política

### Ex-prefeitos
| Nome                   | Partido | Início do mandato | Fim do mandato |
| ---------------------- | ------- | ----------------- | -------------- |
| Arisoly Martellet      | PSD     | 1956              | 1959           |
| Nerone Campo           | ARENA   | 1969              | 1972           |
| Lindo Ângelo Cerutti   | MDB     | 1973              | 1976           |
| Osvaldo Cerezer        | MDB     | 1977              | 1982           |
| Deoclides Vendruscolo  | PMDB    | 1983              | 1988           |
| Edemar Girardi         | PDS     | 1989              | 1992           |
| Deoclides Vendruscolo  | PMDB    | 1993              | 1996           |
| Orlando Girardi        | PP      | 1997              | 2004           |
| Luiz Carlos Stefanello | PP      | 2005              | 2008           |
| José Alberto Panosso   | PMDB    | 2009              | 2012           |
| Roberto Felin Jr.      | PP      | 2013              | 2016           |
| José Alberto Panosso   | MDB     | 2017              | 2020           |

## Esporte
A cidade tem dois times de futsal, o Ipiranga e o Itapagé, que disputam competições regionais.
No futebol, existe o clube União Frederiquense de Futebol, que disputa atualmente o Campeonato Gaúcho e mandou seus jogos até 2017 no Estádio Vermelhão da Colina.
Na cidade ainda existe o Clube Magia da Patinação que hoje conta com 80 alunos matriculados, que participam de competições de nível regional, estadual e nacional e já conquistaram várias colocações em competições desde 2010.

## Transporte
A cidade conta com uma estação rodoviária e o Aeroporto de Frederico Westphalen (ICAO: SSWF), que atende a região. O Aeroporto não serve ninguém a não ser a empresa Bakoftec. rodoviária é muito complicada pois, os horários de ônibus não atendem há tudo o que diz. O transporte coletivo não funciona, ou  sequer existe.

## Subdivisões

### Distritos
O município de Frederico Westphalen é dividido em três distritos, cada um tendo como sede uma área urbana definida em lei municipal.
| Distrito             | População |
| -------------------- | --------- |
| Castelinho           | 1325      |
| Frederico Westphalen | 24894     |
| Osvaldo Cruz         | 540       |

A área urbana do distrito Sede por sua vez, que é a que comporta os poderes executivos e legislativos municipais, bem como os demais órgãos públicos estaduais e federais, é subdividida em dezesseis bairros
1. Centro

2. Aparecida

3. Barril

4. Barrilense

5. Distrito Industrial

6. Fátima

7. Ipiranga

8. Itapagé

9. Jardim Primavera

10. Panosso

11. Santo Antônio

12. Santo Inácio

13. São Cristóvão

14. São Francisco de Paula

15. São José

16. Viaduto

## Educação
Ensino Superior
- Universidade Federal de Santa Maria - Campus Frederico Westphalen
- Universidade Regional Integrada do Alto Uruguai e das Missões
- Universidade Estadual do Rio Grande do Sul
- Universidade Norte do Paraná - EaD
- Instituto Federal Farroupilha - IFF

Ensino Básico
- Instituto Federal Farroupilha - IFF;
- Escola Estadual de Ensino Médio Cardeal Roncalli;
- Escola Técnica José Cañellas;
- Escola Estadual de Educação Básica Sepé Tiaraju;
- Colégio Nossa Senhora Auxiliadora;
- Escola Afonso Pena;
- Escola de Educação Básica da URI.

## Meio ambiente
O município fica próximo dos maiores remanescentes de Floresta Atlântica do Norte do Estado do Rio Grande do Sul Parque Estadual do Turvo (Estacional Decidual), Área Indígena do Guarita (Estacional Decidual) e Terra Indígena de Nonoai (Ombrófila Mista), locais de ocorrência de várias espécies ameaçadas da fauna e flora brasileiras. A expansão das lavouras de soja, principalmente na década de 70, são apontados como uma das causas da derrubada da floresta no município, que formava um imenso e contínuo "tapete verde" desde a Argentina (Misiones) até o litoral norte do estado. O extrativismo vegetal, a caça, a derrubada das matas para expansão da lavoura tem agravado ainda mais os problemas. Os trabalhos de pesquisa feitos nos últimos anos surgem como a principal ferramenta de conscientização à população e à gestão ambiental.